# Gaucher II de Châtillon
Gaucher II de Châtillon, né vers 1110 et mort en 1148, est seigneur de Châtillon, de Montjay, de Troissy, de Crécy et d'Autrêches au milieu du XIIe siècle. Il est le fils d'Henri Ier de Châtillon et d'Ermengarde de Montjay.

## Biographie
Il devient seigneur de Châtillon vers 1130 à la mort de son père Henri Ier de Châtillon.
Il fait partie de l'entourage du comte de Champagne Thibaut II et apparait dans plusieurs de ses actes.
Vers 1140, il fonde le prieuré de Longueau, qu'il place sous la filiation de l'abbaye de Fontevraud entre les mains de Pétronille de Chemillé.
Il se rebelle contre le roi Louis VII le Jeune qui prend d'assaut et détruit son château de Montjay.
En 1146, ayant décidé de partir pour la deuxième croisade, il fait de nombreux dons à l'église Notre-Dame de Châtillon-sur-Marne. Il accompagne, ensuite le roi Louis VII en Terre Sainte où il trouve la mort lors de la bataille du défilé de Pisidie.
À sa mort, il est remplacé comme seigneur de Châtillon par son fils aîné Guy II.

## Mariage et enfants
Vers 1135, il épouse Adèle de Roucy, dame de Pierrefonds, fille d'Hugues Ier de Roucy dit Cholet, comte de Roucy, et de son épouse Aveline de Pierrefonds, avec qui il a deux enfants :
- Guy II de Châtillon, qui succède à son père ;
- Gaucher (Ier) de Châtillon, seigneur d'Autrêches, qui épouse Helvide de Nanteuil, dame de Nanteuil. Par ce mariage, il devient seigneur de Nanteuil, d'où la tige de la branche de Châtillon dite de Nanteuil.